# Gstaudach (Altdorf)
Gstaudach ist ein Ortsteil (Weiler) des Marktes Altdorf im niederbayerischen Landkreis Landshut.

## Geographie
Die Autobahn 92 verläuft wenige hundert Meter südlich und verbindet durch die Ausfahrt Altdorf. Die Zugangsstraße von Hascherkeller (einem Stadtteil von Landshut) wurde im Zuge des Neubaus der Altdorfer Umgehungsstraße 2012 (Kreisstraße LA 26) neu verlegt.

## Geschichte
Erste schriftliche Erwähnungen finden sich 1825 und belegen damals 38 Einwohner.

## Tourismus
Im angrenzenden Seligenthaler Klosterholz gibt es ausgedehnte Waldwanderwege, die Teil der Pfettrachtaler Rundwanderwege sind. Beliebtes Ausflugsziel für Freizeitsportler ist Gstaudach vor allem wegen seines über die Landkreisgrenzen hinweg bekannten Biergartens.

## Historische Gebäude
Das Bayerische Landesamt für Denkmalschutz erwähnt ein historisches Bauwerk in Gstaudach. Bekannt ist auch der „halbe Huberhof, Wohnstallhaus, Obergeschoss Blockbau mit Traufschrot aus dem 18. Jh.“.

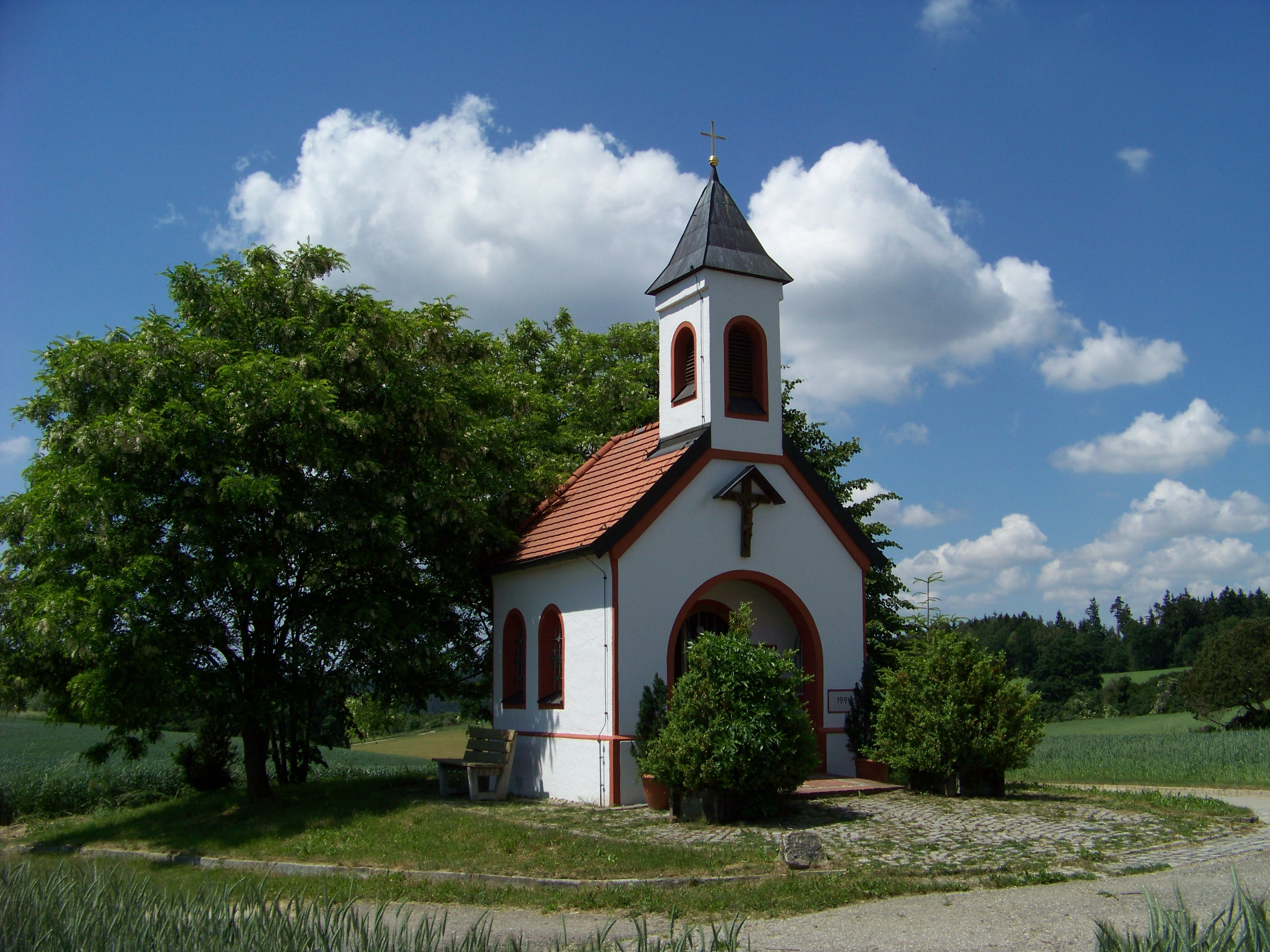
Marienkapelle, Neubau einer Kapelle im Jahre 1991 durch Handwerkerklassen der Berufsschule Landshut

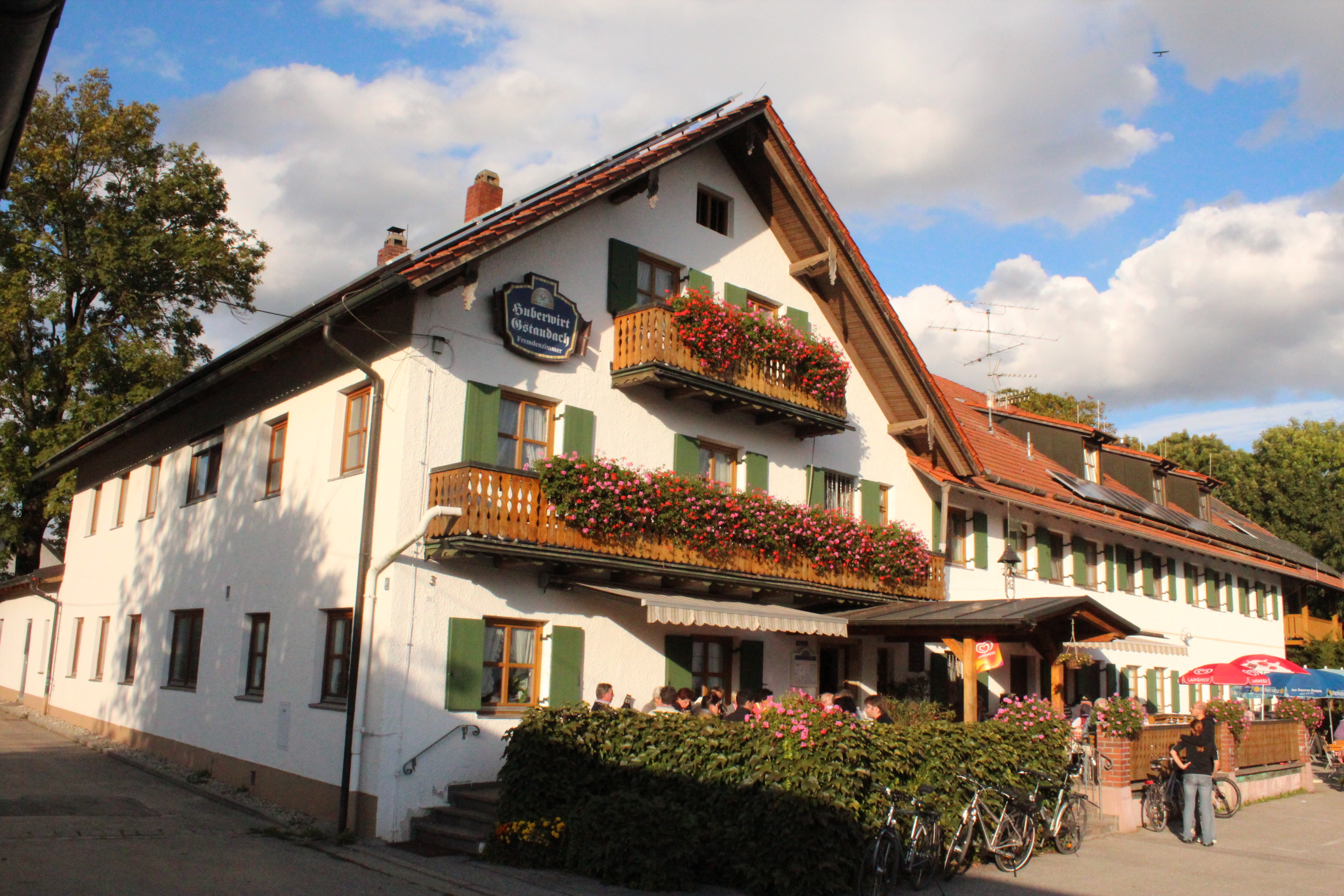
Huberhof/Huberwirt